# Forges (Belgique)
Pour les articles homonymes, voir Forges.
Forges (en wallon Foidjes) est une section de la ville belge de Chimay située en Wallonie dans la province de Hainaut. C'était une commune à part entière avant la fusion des communes de 1977.
Forges se trouve sur le territoire du Parc national de l'Entre-Sambre-et-Meuse (ESEM).

## Géographie

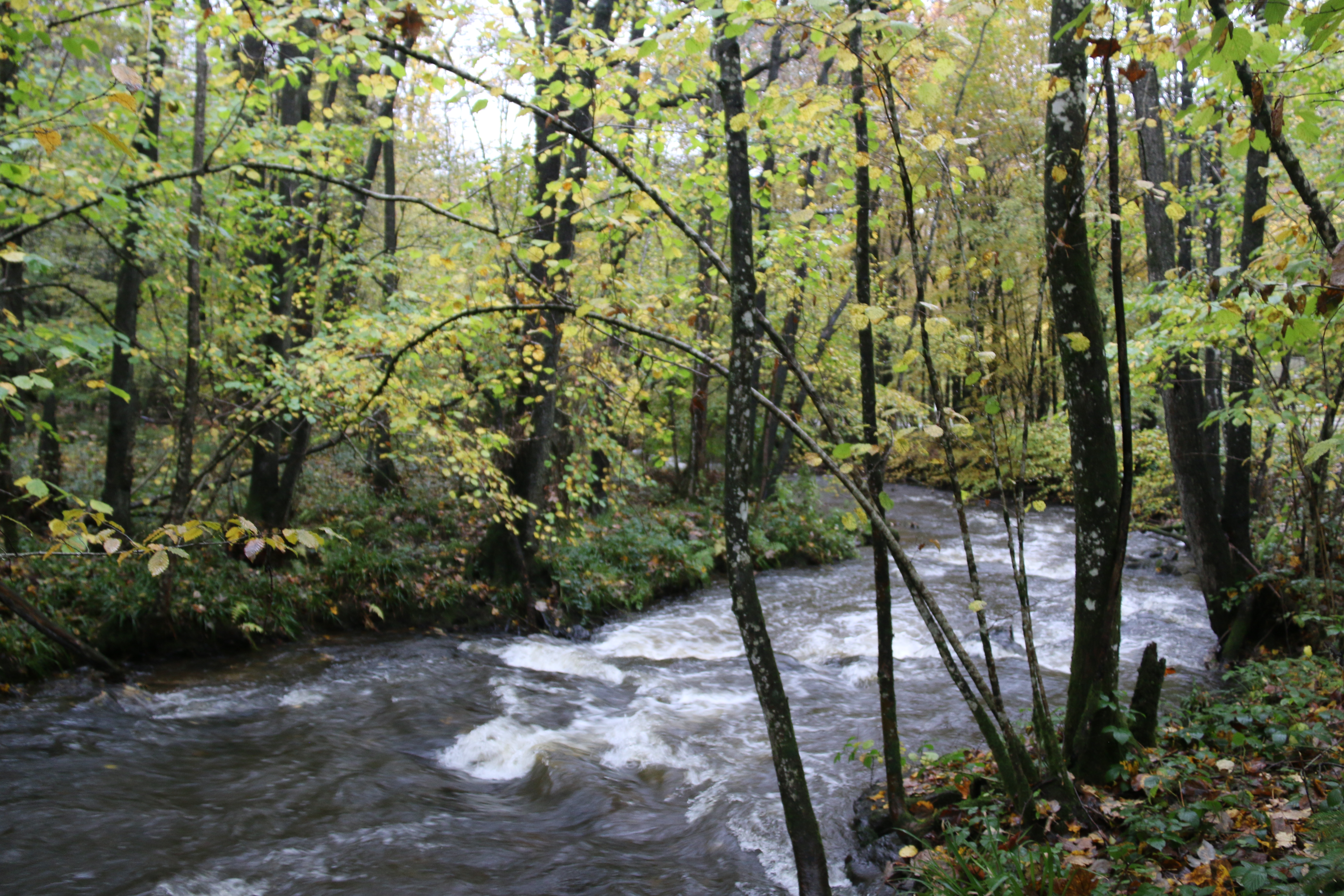
Ruisseau de la Forge-du-Prince.

C’est dans ce village de l'extrême Sud de la province de Hainaut que l’Oise, un affluent de la Seine, prend sa source.
Forges fait partie de l’Ardenne et possède un patrimoine forestier ancien étendu de grande valeur écologique et une faune caractéristique (le cerf, la cigogne noire, la salamandre tachetée, etc.).

## Évolution démographique
- Sources : INS, Rem. : 1831 jusqu'en 1970 = recensements, 1976 = nombre d'habitants au 31 décembre.

## Histoire
Le village actuel de Forges remplace un village appelé Spolt, cité en 1182 et disparu complètement vers 1650. On y a découvert un cimetière franc à la fin du XIXe siècle.
En 1406, le village compte 10 maisons et 45 habitants ; à la suite des guerres et des maladies, la population va diminuer durant plus de cent ans; ainsi, il n’y aura plus que 20 habitants en 1531, ce n’est qu’alors que la population va se rétablir et augmenter.
Le territoire appartient aux seigneurs de Chimay jusqu’à la fin de l’Ancien Régime.
En 1587, Martin Polchet loue au prince de Chimay le fourneau du Moulineau et quelques années plus tard, il acquiert la forge de Bardompré. Son fils Michel, né à Eppe-Sauvage, s’établit ici vers 1598, où il devient mayeur de 1607 à 1616. Il loue, entre autres, aux héritiers de Jean Petit, les forges de l’Escaillère.
Le lundi de la Pentecôte 1637, un millier de Français attaquent le manoir des seigneurs, y tuent 11 personnes, incendient et dévastent le village après avoir brûlé l’église; par la suite, la peste fait des ravages dans la région.
En 1830, la commune compte une ferme, 144 habitations rurales et 4 cabanes, la majeure partie construite en pierre, couverte de chaumes et disséminée. Il y a 33 chevaux, 12 poulains, 250 bêtes à corne, 54 veaux, 20 porcs et 300 moutons.
Le pic de la population est atteint en 1906 avec 1.189 habitants (655 hommes et 534 femmes) pour redescendre à 880 à la veille de la fusion avec Chimay.
La population vit traditionnellement de la terre et de la forêt. Anciennement, on a compté jusqu’à trois forges et une verrerie; par la suite, l’industrie de la terre plastique, déjà présente à la fin du 16e siècle, a connu son heure de gloire et a donné du travail à de nombreux ouvriers jusque dans les années 1950 ainsi que des saboteries, une scierie et une laiterie.

## Liste des bourgmestres de 1830 à 1977
- Pierre-Joseph Louyest (1848).

## Patrimoine et culture

### Patrimoine et monuments

#### Église et chapelles
L'église dont le patron est Saint Georges date de 1810. Construite sur une butte, elle possède 3 nefs de 4 travées et à pans coupés. Non loin de là, une chapelle de 1715 (restaurée) est dédiée à Notre Dame de Grâce. Le long de la route menant vers l'abbaye de Scourmont fut restauré en 1894, par l'abbé Castin, un oratoire forestier dédié à Notre-Dame de Consolation.

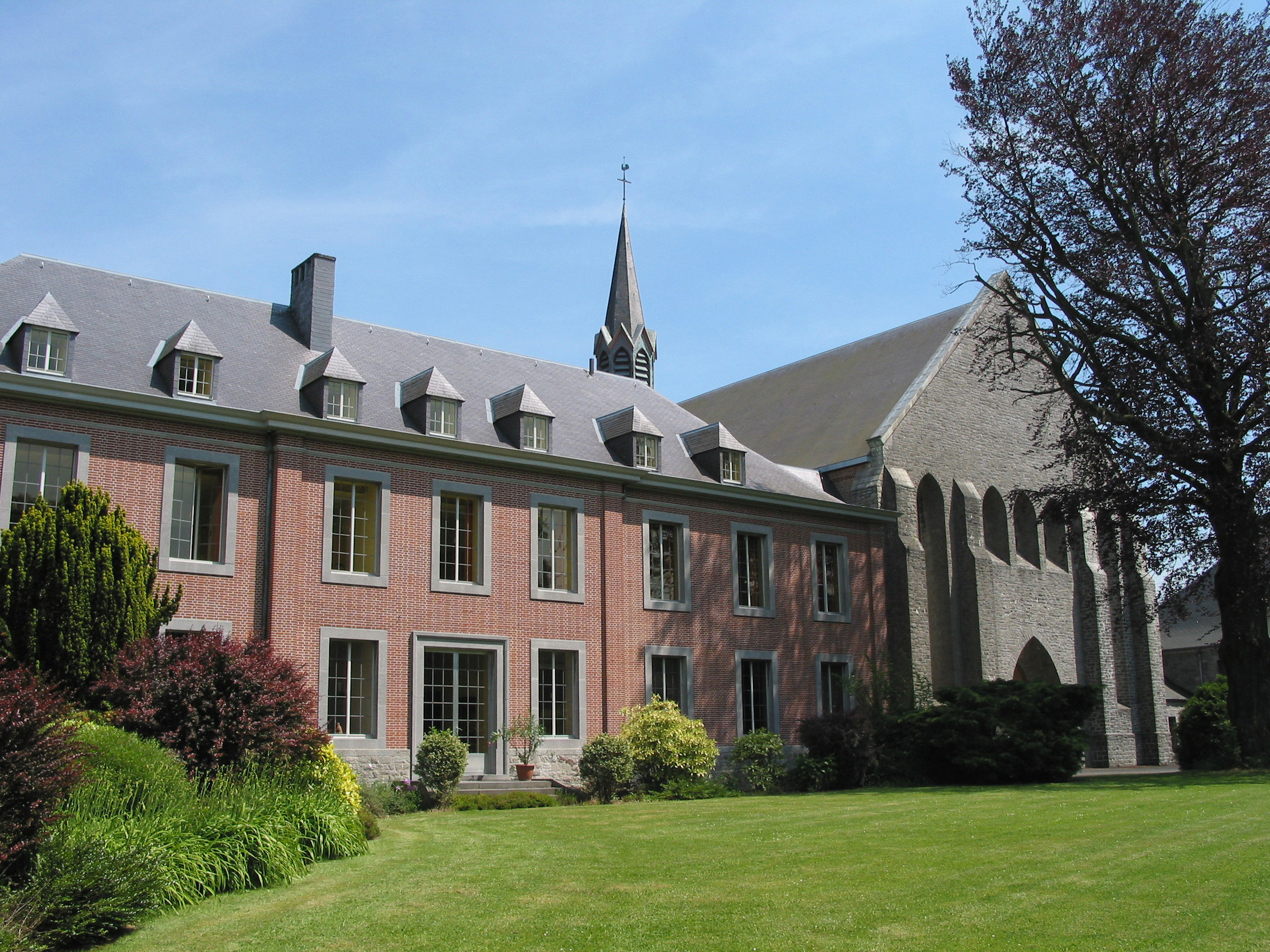
L'abbaye Nontre-Dame de Scourmont.

Il y a également beaucoup d'autres chapelles à Forges.

#### L’abbaye Notre-Dame de Scourmont
Connue aussi sous le nom de Trappe de Chimay, elle dépend de l’Ordre des Cisterciens.
Les premiers moines arrivent à Forges le 25 juillet 1850 à l’initiative de l’abbé Jourdain, curé de Virelles, et aidés par des donations du prince de Chimay. Ces religieux proviennent du prieuré de Saint-Sixte de Westvleteren (Ypres). Ils défrichent le terrain et deux ans plus tard, s’établissent à l’endroit actuel du monastère. La communauté, forte de 17 membres dès la fondation, compte 80 religieux en 1858. Le prieuré est érigé en abbaye en 1871.

#### La source de l’Oise et son monument
La rivière doit son nom à un toponyme pré-celtique très répandu en Europe : Isara qui signifie impétueux, rapide d’où l’Isère, l’Yser… Elle prend sa source à 309 m d’altitude et a un cours de 330 km presqu’entièrement navigable ; elle reçoit, entre autres, l’Aisne, près de Compiègne, et se jette dans la Seine, à l’altitude de 20 m, en aval de Conflans-Sainte-Honorine.
Le 17 juin 1962, la Fédération du Tourisme de la Province de Hainaut a inauguré à 1 km en aval de la source un monument qui porte 2 rangées de 7 écussons en terre cuite des villes situées sur son cours : Chimay, Momignies, Hirson, Guise… Vandalisés par la suite, les blasons ont été remplacés par des blasons peints.

#### Monuments et sites
- La ferme des Templiers.
- Ferme des Forges. Cense fortifié édifié en 1577 par Michel Polchet, seigneur de la Neuve Forge, exploitant les forges de Nimelette[5].
- La chapelle des 4 chemins dédiée à Notre-Dame de la Consolation.
- Chapelle Notre-Dame de la Bonne Mort, (XVIIIe siècle)[10].
- Les étangs Canivets.
- De nombreuses chapelles votives.
- Le site de l'étang communal.
- Anciens lavoirs.
- Le panorama du village vu de Vertillon.
- La source de l'Oise.

### Culture

#### Gastronomie
La bière des Trappistes, de réputation mondiale, est toujours brassée à l'abbaye de Scourmont (à 6 km au sud du village de Forges) mais elle est mise en bouteilles à la brasserie de Chimay dans un zonage industriel situé à Baileux. C'est aussi dans ce zonage qu'est fabriqué le fromage de Chimay.